# Rathaus (Eltmann)

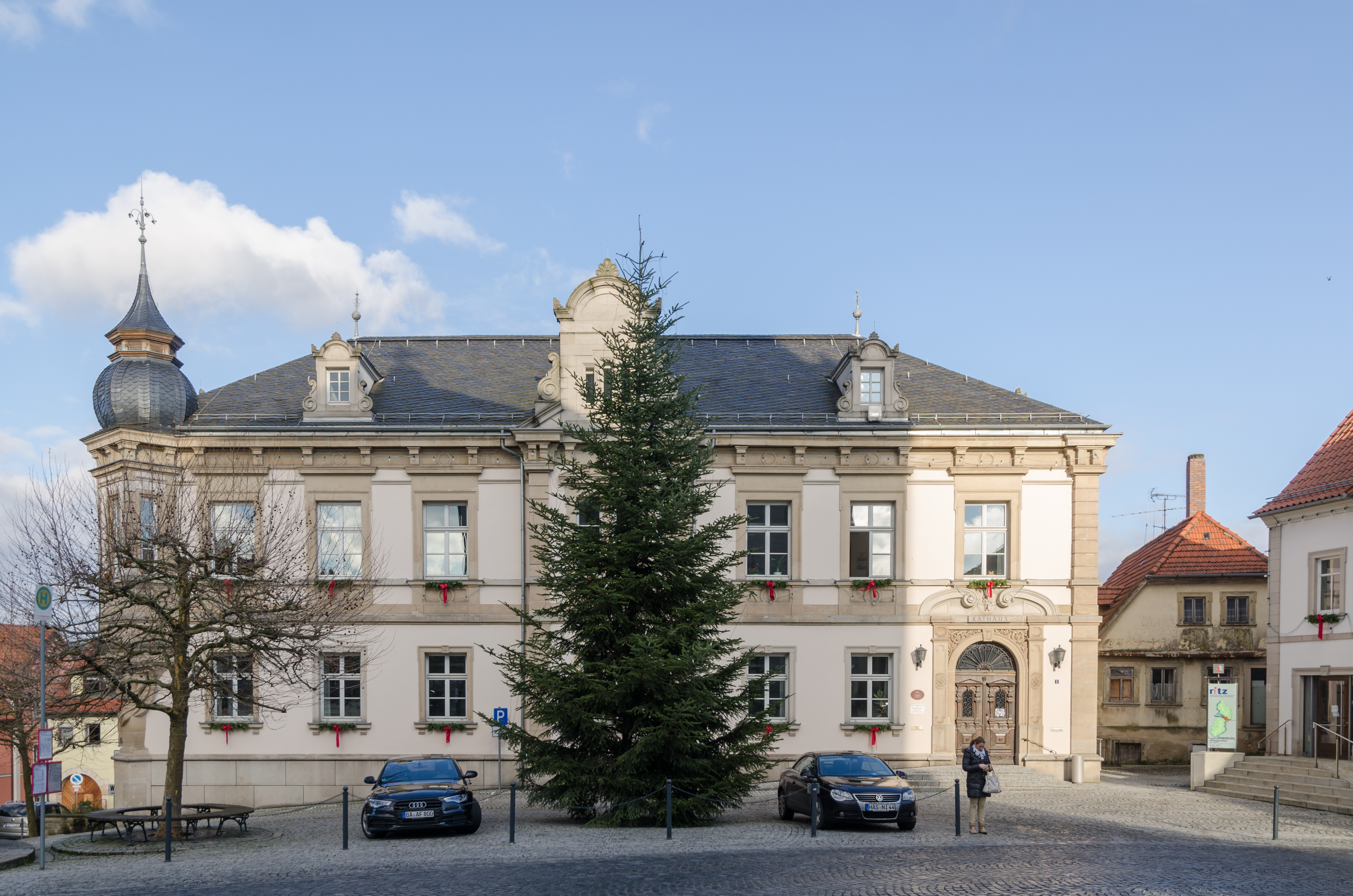
Rathaus in Eltmann

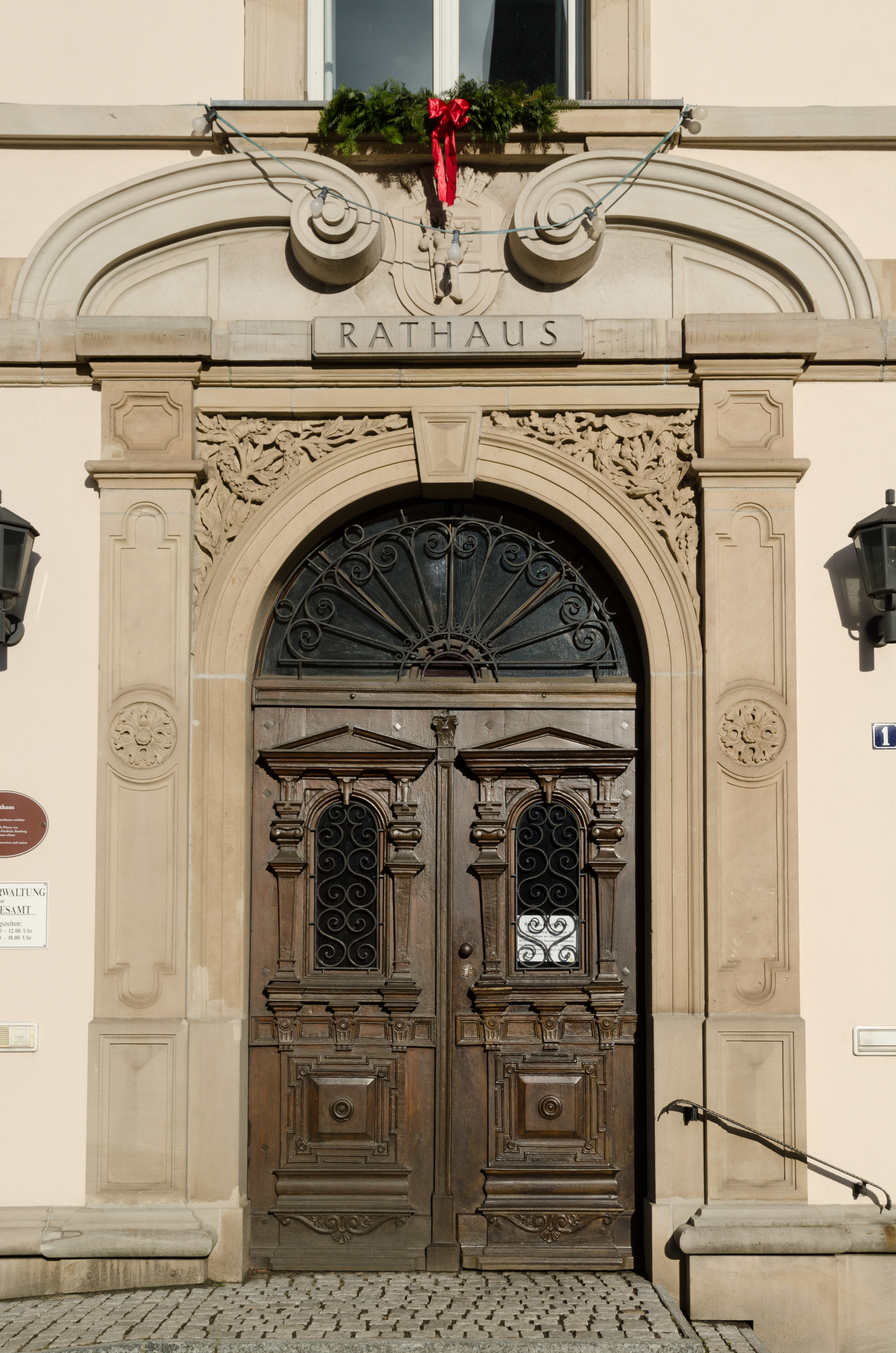
Portal
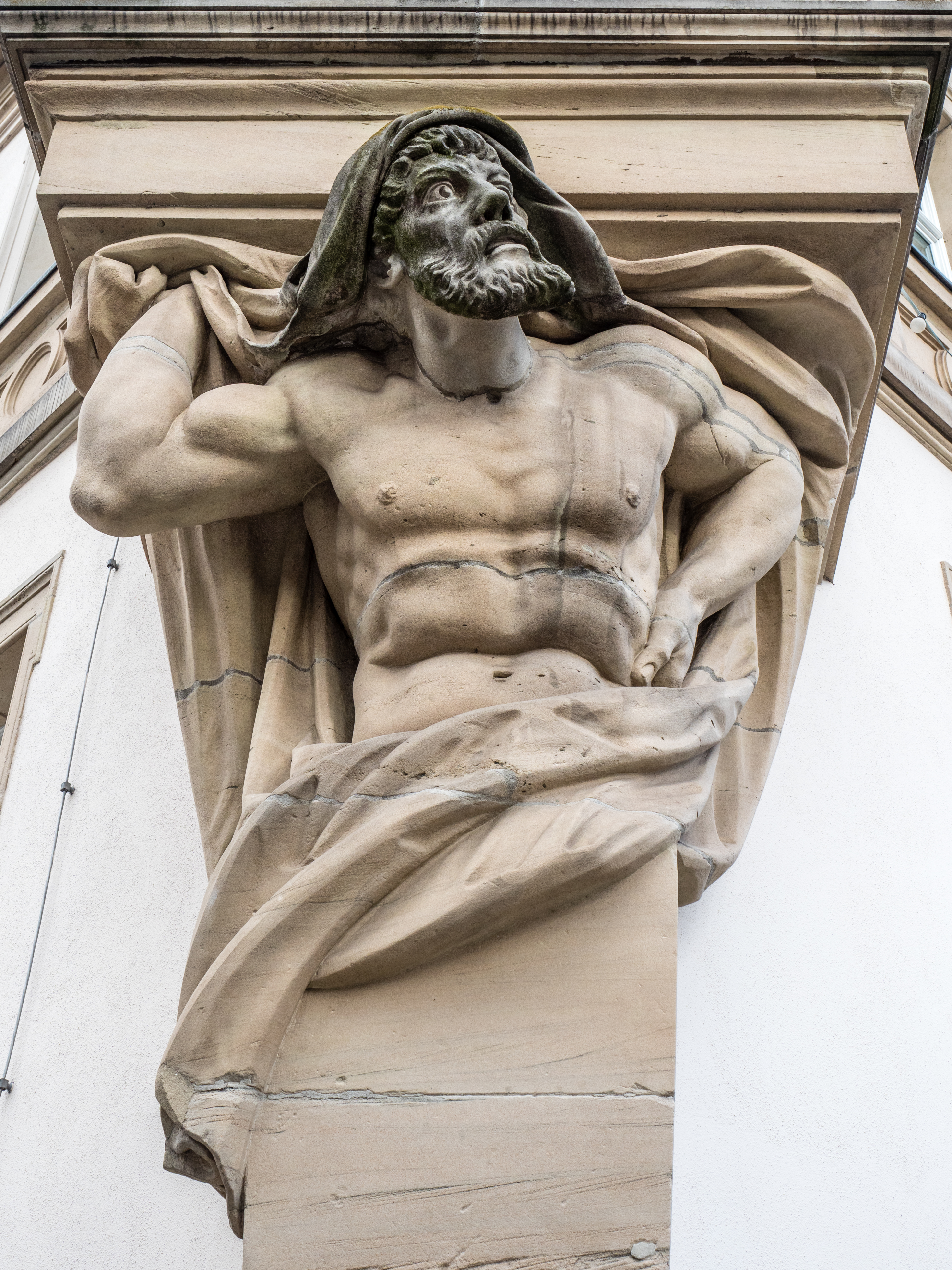
Atlant als Träger des Eckerkers

Das Rathaus in Eltmann, einer Stadt im unterfränkischen Landkreis Haßberge in Bayern, wurde 1879 nach einem Entwurf von Jakob Schmitt-Friderich (1827–1905) errichtet. Das Rathaus am Marktplatz 1 ist ein geschütztes Baudenkmal. 
Der zweigeschossige Walmdachbau mit Mittelrisalit und Ziergiebel hat über einem Atlanten einen Eckerker mit Figurennische und Zwiebelhaube. Die Werksteingliederungen sind aus Sandstein. 
Das Portal wird von Pilastern gerahmt und von einem Sprenggiebel mit dem Wappen der Stadt bekrönt. Die zweiflügelige Holztür zeigt in ihren Schnitzereien eine klassizistische Architektur mit Dreiecksgiebel.